# Peter Pirquet
Peter Pirquet von Cesenatico (31. ledna 1838 Lublaň – 20. října 1906 Hirschstetten) byl rakouský šlechtic a politik německé národnosti, v 2. polovině 19. století poslanec Říšské rady.

## Biografie
Pocházel ze starobylé šlechtické rodiny z Lutychu. Absolvoval právní studia. V letech 1859–1861 působil v aktivní službě jako důstojník rakouské armády. V období let 1861–1868 byl diplomatem v Kasselu, Bruselu, Paříži a Římě. Diplomacii opustil s titulem legačního tajemníka.
Zapojil se i do politiky. V letech 1871–1884 a 1890–1896 zasedal jako poslanec Dolnorakouského zemského sněmu. Zastupoval kurii velkostatkářskou. Patřil do centralistické a provídeňské Strany ústavověrného velkostatku.
Byl také poslancem Říšské rady (celostátního parlamentu Předlitavska), kam nastoupil v doplňovacích volbách roku 1874 za velkostatkářskou kurii v Dolních Rakousích. Slib složil 27. února 1874. Mandát zde obhájil ve volbách roku 1879, volbách roku 1885 a volbách roku 1891. V roce 1874 se uvádí jako baron Peter von Pirquet, statkář, bytem Hirschstetten.
V parlamentu zastupoval blok ústavověrných (tzv. Ústavní strana, centralisticky a provídeňsky orientovaná), v jehož rámci představoval křídlo Strany ústavověrného velkostatku. Po dalších volbách se na Říšské radě uvádí v říjnu 1879 jako člen staroněmeckého Klubu liberálů (Club der Liberalen). Od roku 1881 byl členem klubu Sjednocené levice, do kterého se spojilo několik ústavověrných (liberálně a centralisticky orientovaných) politických proudů. Za tento klub uspěl i ve volbách roku 1885. Po rozpadu Sjednocené levice přešel do frakce Německorakouský klub. V roce 1890 se uvádí jako poslanec obnoveného klubu německých liberálů, nyní oficiálně nazývaného Sjednocená německá levice. I ve volbách roku 1891 byl na Říšskou radu zvolen za klub Sjednocené německé levice.
V závěru života se stal stoupencem mírového hnutí a byl přítelem Berthy von Suttnerové.
Zemřel v říjnu 1906 na svém statku.